# Ante Bulat
Ante Bulat (Šibenik, 18. travnja 1932. – Šibenik, 27. svibnja 2021.), hrvatski šahovski FIDE majstor.
Osnovnu školu i gimnaziju je pohađao u Šibeniku, maturirao je 1950. godine, nakon čega upisuje Prirodoslovno- matematički fakultet, odsjek geografija. Godine 1955. diplomira, zapošljava se u školi na Perkoviću, gdje je radio dvije godine te još nekoliko godina u općinskim službama, a od 1961. godine do umirovljenja 1995. radi u šibenskoj Gimnaziji.
Šah počinje igrati kao 14 godišnjak a prvo prvenstvo grada igra sa 16 godina 1948. godine i u konkurenciji 25 igrača zauzima 5. mjesto. 1950. godine gdje nastavlja igrati kao student, pa 1951. već kroz prvenstvo Hrvatske gdje kao polufinalist osvaja visok plasman, dobija titulu majstorskog kandidata.
1953. kroz niz jakih prednatjecanja ulazi na prvenstvo bivše države i u konkurenciji Olimpijskih pobjednika sa šahovske olimpijade u Dubrovniku osvaja zadnje mjesto. 
Od 1953. do 1960. je stalno na polufinalima prvenstva države, a kao član ŠK Mladost iz Zagreba zajedno sa  Bertokom, Rabarom, Marovićem, Udovčićem, Gliksmanom, Vranešićem i Damjanovićem 1957. i 1958. osvaja dva ekipna prvenstva bivše države.
Na turniru majstorskih kandidata bivše države u Portorožu osvaja 1. mjesto u konkurenciji budućih velemajstora.
Godina 1957. i 59, igra stari turnir u Dortmundu gdje je bio i drugoplasirani. 
1960. godine, 6. mjesto na prvenstvu bivše države, kako stječe i titulu majstora.
1962. je reprezentativac i na Prvenstvu Mediterana u Monaku reprezentacija prvak, a Ante Bulat tako ulazi u uski krug športaša koji su kao reprezentativci imali takav ekipni rezultat.
Dvaput je bio pojedinačni Prvak Hrvatske, 1975. godine u Biogradu i 1983. godine u Vodicama.
Bio je član klubova Mladost, Zora iz Opatije, Kvarner Rijeka, Mravinci Solin i šibenskih klubova Metalac TEF i ŠK Šibenik.
Zadnje prvenstvo bivše države odigrao je 1984. i bio zadnji među velemajstorima u Subotici.
Višestruki je prvak Šibenika u šahu i prvak ŠK Šibenik, a u zadnjoj fazi je radio s mladima.
Ante Bulat je jedini majstor koji je ravnopravno igrao s velemajstorima šta je još sedamdesetih godina zabilježeno kao raritet u svjetskim razmjerima, npr. u dobi od 73 godine je 2005. osvojio remi protiv jakog zagrebačkog VM Krunoslava Hulaka.
Preminuo je 27. svibnja 2021. godine u Šibeniku, te je pokopan na mjesnom groblju u Prvić Šepurini.

## Nagrade i priznanja
Godine 2009. Zajednica športova grada Šibenika mu je dodijelila posebno priznanje "Zaslužnog dugogodišnjeg športskog djelatnika Šibenika".
Zajednica športova grada Šibenika u prosincu 2022. mu je dodijelila posebnu postumnu Nagradu za rad u športu.
Skupština Šibensko-kninske županije dodijelila mu je postumno "Plaketu šibensko-kninske županije" 2023. godine zbog iznimnog doprinosa u razvoju sporta, uspješnog sudjelovanja i osvajanje medalja na domaćim i međunarodnim natjecanjima.